# Colorado Glacier
Colorado Glacier är en glaciär i Antarktis. Den ligger i Västantarktis. Inget land gör anspråk på området. Colorado Glacier ligger 1 350 meter över havet.
Terrängen runt Colorado Glacier är platt åt nordost, men åt sydväst är den kuperad. Trakten är obefolkad. Det finns inga samhällen i närheten. 